# Steve Parker
Steve Parker, född 1952, är en brittisk forskare, vetenskapsman och författare. Han har arbetat på Natural History Museum i London, där han ansvarade för många utställningar för barn. Idag är han författare på heltid och släpper nya böcker knutna till naturvetenskap.